# Tortineo
Tortineo (en griego, Τορθύνεον) es el nombre de una antigua ciudad griega de Arcadia.
Se conoce a través de testimonios epigráficos: por un lado, se menciona el nombramiento de un teorodoco de la ciudad, a fines del siglo V o principios del IV a. C., en los registros de la ciudad de Delfos; su gentilicio se menciona en una inscripción de Orcómeno que podría estar datada hacia los años 369-361 a. C. y, por otra parte, en una inscripción de Etolia de en torno a los años 262-236 a. C. también aparece mencionado un habitante de Tortineo como próxeno.
Se localiza en la colina de Agia Sotira, situada entre Lasta y Kamenitsa.